# Coppa della Confederazione CAF 2008
La Coppa della Confederazione CAF 2008 è la 5ª edizione della competizione.
La squadra campione in carica è lo Club Sportif Sfaxien, vincitrice dell'edizione 2007.

## Turno preliminare
L'andata del turno preliminare si è disputata dal 15 al 17 febbraio, il ritorno dal 29 febbraio al 2 marzo.
| Squadra 1        | Totale        | Squadra 2              | Andata | Ritorno |
| ---------------- | ------------- | ---------------------- | ------ | ------- |
| US Masséda       | 3–1           | UNB                    | 2–0    | 1–1     |
| Black Star       | 0–3           | Satellite FC           | 0–0    | 0–3     |
| AS Mangasport    | 5–0           | AS-FNIS                | 3–0    | 2–0     |
| Ports Authority  | 0–4           | Entente Sportive       | 0–1    | 0–3     |
| AS Maniema Union | 3–0           | Akonangui Fútbol Club  | 3–0    | 0–0     |
| Express FC       | 1–1 (5–4 dcr) | AS Inter Star          | 1–0    | 0–1     |
| AS Adema         | 1–2           | Young Africans FC      | 1–0    | 0–2     |
| AS Coton Chad    | 1             | Al Akhdar              |        |         |
| Highlanders FC   | 3–1           | Ferroviário de Nampula | 3–0    | 0–1     |
| Chipukizi        | 0–7           | Green Buffaloes        | 0–5    | 0–2     |
| Harrar Beer      | 2–2 (3–5 dcr) | Rayon Sport            | 2–0    | 0–2     |
| Anse Réunion     | 2–1           | Petite Rivière         | 2–1    | 0–0     |
| JS de Talangai   | 3–5           | Mount Cameroon FC      | 2–1    | 1–4     |

1 Le squadre rappresentanti di Repubblica Centrafricana, Ciad, Kenya, Ruanda e Sierra Leone sono state squalificate per non aver assolto i loro obblighi finanziari.

## Primo turno
L'andata del primo turno si è disputata dal 21 al 23 marzo, il ritorno dal 4 al 6 aprile.
| Squadra 1                 | Totale        | Squadra 2         | Andata | Ritorno |
| ------------------------- | ------------- | ----------------- | ------ | ------- |
| Issia Wazi Football Club  | 3–4           | US Masséda        | 2–0    | 1–4     |
| Rachad Bernoussi          | 3–3 (gfc)     | Espérance         | 3–1    | 0–2     |
| Djoliba                   | 3–0           | Satellite FC      | 2–0    | 1–0     |
| Petro Atletico            | 1–3           | AS Mangasport     | 1–2    | 0–1     |
| ASC Linguère              | 3–3 (5–4 dcr) | Entente Sportive  | 3–0    | 0–3     |
| Club Sportif Sfaxien      | 2–1           | JSM Béjaïa        | 1–0    | 1–1     |
| Les Astres FC             | 2–0           | AS Maniema Union  | 2–0    | 0–0     |
| AS Vita Club              | 0–0 (4–2 dcr) | Express FC        | 0–0    | 0–0     |
| Al Akhdar                 | 2–1           | Young Africans FC | 1–1    | 1–0     |
| MC Alger                  | 0–1           | Haras El-Hodood   | 0–0    | 0–1     |
| Green Buffaloes FC        | 1–2           | Highlanders FC    | 1–1    | 0–1     |
| Al-Merreikh Sporting Club | 3–0           | Rayon Sport       | 3–0    | 0–0     |
| Ajax Cape Town            | 5–1           | Anse Réunion      | 1–0    | 4–1     |
| Primeiro Maio             | 1–2           | Mount Cameroon FC | 0–2    | 1–0     |
| Casa Sport Football Club  | 1–2           | Dolphins          | 0–0    | 1–2     |
| Wikki Tourists            | 3–6           | Asante Kotoko     | 2–2    | 1–4     |

## Ottavi di finale - primo turno
L'andata del primo turno degli ottavi di finale si è disputata dal 25 al 27 aprile, il ritorno dal 9 all'11 maggio.
| Squadra 1      | Totale    | Squadra 2                 | Andata | Ritorno |
| -------------- | --------- | ------------------------- | ------ | ------- |
| US Masséda     | 2–6       | Espérance                 | 1–0    | 1–6     |
| Djoliba        | 5–2       | AS Mangasport             | 3–1    | 2–1     |
| ASC Linguère   | 4–4 (gfc) | Club Sportif Sfaxien      | 3–2    | 1–2     |
| Les Astres FC  | 1–1 (gfc) | AS Vita Club              | 0–0    | 1–1     |
| Al Akhdar      | 1–2       | Haras El-Hodood           | 1–1    | 0–1     |
| Highlanders FC | 1–5       | Al-Merreikh Sporting Club | 0–2    | 1–3     |
| Ajax Cape Town | 5–6       | Mount Cameroon FC         | 5–1    | 0–5     |
| Dolphins       | 3–4       | Asante Kotoko             | 2–0    | 1–41    |

1 La partita è ripresa il 12 maggio dopo che un nubifragio ha reso impraticabile il campo dopo la fine del primo tempo, quando l'Asante Kotoko conduceva per 1-0.

## Ottavi di finale - secondo turno
L'andata del secondo turno degli ottavi di finale si è disputata dall'11 al 13 luglio, il ritorno dal 25 al 27 luglio. I vincitori del primo turno degli ottavi di finale della Coppa della Confederazione affrontano gli sconfitti degli ottavi di finale della Champions League.
| Squadra 1                | Totale        | Squadra 2                 | Andata | Ritorno |
| ------------------------ | ------------- | ------------------------- | ------ | ------- |
| Étoile Sportive du Sahel | 2–0           | Espérance                 | 2–0    | 0–0     |
| Club Africain            | 0–0 (5–3 dcr) | Djoliba                   | 0–0    | 0–0     |
| Platinum Stars           | 2–4           | Club Sportif Sfaxien      | 2–2    | 0–2     |
| JS Kabylie               | 2–1           | Les Astres FC             | 1–1    | 1–0     |
| Mamelodi Sundowns        | 1–2           | Haras El-Hodood           | 1–0    | 0–2     |
| Olympique Khouribga      | 2–2 (gfc)     | Al-Merreikh Sporting Club | 2–2    | 0–0     |
| Inter Luanda             | 3–2           | Mount Cameroon FC         | 2–1    | 1–1     |
| Al Ittihad Tripolil      | 3–4           | Asante Kotoko             | 2–1    | 1–3     |

## Fase a gironi

### Gruppo A
| Squadra              | G | V | P | S | GF | GS | DR  | P.ti |
| -------------------- | - | - | - | - | -- | -- | --- | ---- |
| Club Sportif Sfaxien | 6 | 4 | 1 | 1 | 11 | 6  | +5  | 13   |
| Haras El-Hodood      | 6 | 3 | 1 | 2 | 10 | 6  | +4  | 10   |
| Club Africain        | 6 | 2 | 2 | 2 | 7  | 6  | +1  | 8    |
| Interclube           | 6 | 1 | 0 | 5 | 6  | 16 | -10 | 3    |

|                      | CSS | HEH | INT | CLA |
| -------------------- | --- | --- | --- | --- |
| Club Sportif Sfaxien | –   | 1–0 | 4–1 | 2–0 |
| Haras El-Hodood      | 3–1 | –   | 4–1 | 2–1 |
| Interclube           | 2–3 | 1–0 | –   | 1–2 |
| Club Africain        | 0–0 | 1–1 | 3–0 | –   |

### Gruppo B
| Squadra                   | G | V | P | S | GF | GS | DR | P.ti |
| ------------------------- | - | - | - | - | -- | -- | -- | ---- |
| Étoile Sportive du Sahel  | 6 | 3 | 1 | 2 | 8  | 6  | +2 | 10   |
| Al-Merreikh Sporting Club | 6 | 3 | 0 | 3 | 9  | 8  | +1 | 9    |
| JS Kabylie                | 6 | 3 | 0 | 3 | 8  | 9  | -1 | 9    |
| Asante Kotoko             | 6 | 2 | 1 | 3 | 7  | 9  | -2 | 7    |

|                           | ALM | ETS | JSK | ASK |
| ------------------------- | --- | --- | --- | --- |
| Al-Merreikh Sporting Club | –   | 2–0 | 3–1 | 2–1 |
| Étoile Sportive du Sahel  | 2–1 | –   | 2–0 | 2–0 |
| JS Kabylie                | 3–1 | 1–0 | –   | 2–0 |
| Asante Kotoko             | 1–0 | 2–2 | 3–1 | –   |

## Finale

### Andata
| Sfax 8 novembre , ore 15:00 CET | Club Sportif Sfaxien | 0 – 0 | Étoile Sportive du Sahel | Stade Taïeb Mhiri\| Arbitro: \| Benouza Mohamed \| |
| Arbitro:                        | Benouza Mohamed      |       |                          |                                                    |

### Ritorno
| Arbitro: | Eddie Maillet |

|                         |           |                       |
| Opara 73’ Abdennour 79’ | Marcatori | 2’ Agyemang 69’ Nafti |

Lo Club Sportif Sfaxien vince per la regola dei gol fuori casa.

## Campione
| Vincitore Coppa della Confederazione CAF 2008 |
| --------------------------------------------- |
| Club Sportif Sfaxien (secondo titolo)         |